# Pyrenula astroidea
Pyrenula astroidea är en lavart som först beskrevs av Fée, och fick sitt nu gällande namn av R. C. Harris. Pyrenula astroidea ingår i släktet Pyrenula och familjen Pyrenulaceae.   Inga underarter finns listade i Catalogue of Life.